# Unió del Poble Alsacià
La Unió del Poble Alsacià (francès Union du peuple alsacien, alsacià Elsässische Volksunion, UPA-EVU) fou un partit polític autonomista alsacià creat el 1988. Està format per lingüistes procedents del Cercle René Schickéle, federalistes europeus  i autonomistes del grup Rot un Wiss, com Bernard Klein, Maurice Schalk, Bernard Schwengler, Marc Ledogar i Bernard Wittmann.
La direcció anticipa la desaparició dels antagonismes tradicionals entre dreta i esquerra a la classe política francesa i espera centrar el debat polític a Alsàcia en la reivindicació autonomista. UPA defineix autonomia com un estatut particular que permeti a l'Alsàcia de disposar, en el si de la República francesa, d'un poder legislatiu, econòmic i cultural per a totes les qüestions locals. Els poders sobirans (exèrcit, moneda, política exterior) serien exercits pel govern central. Tot i que refusen classificar-se oficialment, és de tendències cristianodemòcrates, encara que alguns dels seus militants es consideren obertament d'esquerra. És membre de Regions i Pobles Solidaris.
A les primeres eleccions que s'hi presentaren foren les regionals de 1992, on presentà llista pel Baix Rin (Autonomia Alsaciana) drigida per Gabriel Andrès, va obtenir 7.405 vots (1,85%). A les legislatives de 1993 només presentà un candidat, Marcel Schmitt, regidor de Schweighouse-sur-Moder, que es presentà al cantó de Haguenau, on aplegà 4.800 vots (8,6%).
A les cantonals de 1994 Marcel Schmitt aplegà l’11% al cantó de Haguenau i Martin Hell el 4% al de Hirsingue, a les eleccions europees de 1994 es presentà dins la llista RPS de Max Simeoni, amb el 0,4% dels vots.
A les eleccions legislatives franceses de 1997, presentà 6 candidats però empitjora resultats. Marcel Schmitt treu el 3,13% al cantó de Haguenau, Martin Hell l’1,71% al cantó de Thann, i al voltant 1% Michel Jotz (cantó de Saverne), François Waag (cantó de Sélestat) i Bruno Wolff (cantó de Wissembourg).
A les eleccions regionals franceses de 1998 presenta llista al Baix Rin, on André Ohresser obté 5.228 (1,53). A Alt Rin es presenta amb Moviment Ecologista Independent d'André Waetcher, que obté 211.339 vots (4,76%). Però a les eleccions cantonals franceses de 2004 només un candidat obté 1,68% a Woerth. I a les eleccions legislatives franceses de 2007 Dani Willmé, nou president d'UPA, obté 1,81% a Thann-Altkirch. A les municipals de 2008 Marcel Schmitt és nomenat alcalde de Schweighouse-sur-Moder.
El 2009 es fusiona amb Fer's Elsass per donar lloc al nou partit Unser Land.